# Taraf
Een taraf is de benaming voor een resonantiesnaar zoals die op een aantal Indiase snaarinstrumenten gebruikt worden, zoals sitar, sarod en sarangi. De tarafs worden gestemd volgens de rag (toonladder) die er gespeeld gaat worden. Tijdens het spelen met de speelsnaren worden de tonen van de rag benadrukt, doordat de tarafs alleen mee-resoneren met die tonen.